# Museo de Culturas Populares del Estado de México
El Museo de las Culturas Populares del Estado de México se ubica en Toluca, Estado de México. Alberga artesanías como alfarería, lapidaria, madera, metalistería, textiles, cestería, cartonería, vidrio, cuerno, pirotecnia y retablos de semillas, entre otros; como muestra de la cultura popular del Estado de México.

## Historia
Se ubica en un ex convento construido a finales del siglo XVII, y tuvo una remodelación en 1986 con la intervención del Arquitecto Pedro Ramírez Vázquez. Fue inaugurado el 27 de abril de 1987.